# 博斯科维奇陨石坑
博斯科维奇陨石坑（Boscovich）是位于月球正面中央区的一座撞击坑残迹，其名称取自拉古萨共和国物理学家、数学家暨天文学家鲁杰尔·约瑟普·博斯科维奇（Roger Joseph Boscovich，1711年-1787年），1935年被国际天文学联合会正式接受。

## 描述
该陨坑西北靠近曼尼里乌斯陨石坑、东北毗邻更大的尤利乌斯·凯撒环形山，较小的斯伯奇莱克陨石坑位于它的东南，而它的南面则横亘了阿里亚代乌斯月溪。该陨坑中心月面坐标为9°43′N 11°01′E / 9.71°N 11.01°E，直径41.53公里，深约2.22公里。
由于存续时期悠长，博斯科维奇陨石坑几乎已被后续的撞击完全损毁，残壁最大高出周边地形1040米，内部容积约1303.15立方千米。除西半部外，坑内地表较为平坦，其表面反照率较周边背景地形明显更低，在该区域中形成一处突出的暗斑。坑内地表已被从西北裂口处涌入的月海熔岩所淹没，平坦的表面上只散布有一些细小的撞击坑。
该陨坑内部的施罗特亮度等级为1½°，是月球上最幽暗的地貌特征之一。坑底表面分布有一条延伸40公里，被称作“博斯科维奇月溪”的叉枝形沟壑。

## 卫星坑
按惯例，最靠近博斯科维奇陨石坑的卫星坑将通过在月图上其中心点旁标注的字母来识别它们。

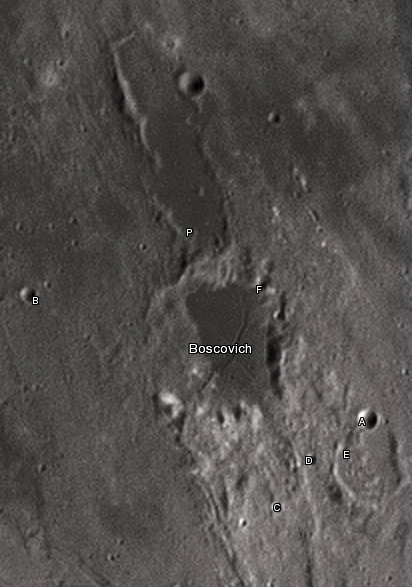
周边卫星坑图.

| 博斯科维奇 | 纬度    | 经度    | 直徑    |
| ---------- | ------- | ------- | ------- |
| A          | 9.5° N  | 12.6° E | 6 公里  |
| B          | 9.8° N  | 9.2° E  | 5 公里  |
| C          | 8.5° N  | 12.0° E | 3 公里  |
| D          | 9.0° N  | 12.2° E | 5 公里  |
| E          | 9.0° N  | 12.7° E | 21 公里 |
| F          | 10.6° N | 11.4° E | 5 公里  |
| P          | 11.5° N | 10.3° E | 67 公里 |

## 另请参阅
- Andersson, L. E.; Whitaker, E. A. . NASA RP-1097. 1982.
- Blue, Jennifer. . USGS. July 25, 2007  [2007-08-05]. （原始内容存档于2012-04-08）.
- Bussey, B.; Spudis, P. . New York: Cambridge University Press. 2004. ISBN 978-0-521-81528-4.
- Cocks, Elijah E.; Cocks, Josiah C. . Tudor Publishers. 1995. ISBN 978-0-936389-27-1.
- McDowell, Jonathan. . Jonathan's Space Report. July 15, 2007  [2007-10-24]. （原始内容存档于2012-05-26）.
- Menzel, D. H.; Minnaert, M.; Levin, B.; Dollfus, A.; Bell, B. . Space Science Reviews. 1971, 12 (2): 136–186. Bibcode:1971SSRv...12..136M. doi:10.1007/BF00171763.
- Moore, Patrick. . Sterling Publishing Co. 2001. ISBN 978-0-304-35469-6.
- Price, Fred W. . Cambridge University Press. 1988. ISBN 978-0-521-33500-3.
- Rükl, Antonín. . Kalmbach Books. 1990. ISBN 978-0-913135-17-4.
- Webb, Rev. T. W.  6th revised. Dover. 1962. ISBN 978-0-486-20917-3.
- Whitaker, Ewen A. . Cambridge University Press. 1999. ISBN 978-0-521-62248-6.
- Wlasuk, Peter T. . Springer. 2000. ISBN 978-1-85233-193-1.